# Józefów (Zabrnie)
Józefów – część wsi Zabrnie w Polsce, położona w województwie podkarpackim, w powiecie mieleckim, w gminie Wadowice Górne.
W latach 1975–1998 Józefów należał administracyjnie do województwa tarnowskiego.